# فرمان آباد (مقاطعة دورود)
فرمان‌آباد (بالفارسية: فرمان‌آباد) هي قرية تقع في قسم دورود الريفي (مقاطعة دورود) في إيران. يقدر عدد سكانها بـ 173 نسمة .